# Rawnec (obwód Rawnec)
Rawnec (bułg. Равнец) – wieś w południowo-wschodniej Bułgarii, w obwodzie Burgas, w gminie Burgas. Według danych Narodowego Instytutu Statystycznego, 31 grudnia 2011 roku wieś liczyła 1324 mieszkańców.